# Lucinda Andrade
Maria Lucinda de Sousa Andrade (São Vicente, 10 de março de 1903 - Funchal, 12 de outubro de 2000) foi uma professora portuguesa, natural do concelho de São Vicente, na Ilha da Madeira. Lucinda Andrade é muitas vezes considerada a “mãe” de São Vicente. Esteve intimamente ligada à evolução da Educação nesta localidade, pois até a década de 60, o ensino em São Vicente era ministrado apenas em regime particular por professores funchalenses. E Lucinda Andrade era professora na cidade do Funchal mas também era na sua própria casa onde ensinava gratuitamente aos jovens da sua terra as disciplinas de Português, Inglês, Francês, Matemática e Física preparando-os para os exames de 2º e 5º ano do Liceu (atual 6° e 9° ano de escolaridade).

## Biografia
Lucinda Andrade nasceu no sítio das Feiteiras de Cima, freguesia e concelho de São Vicente, na costa Norte da Ilha da Madeira a 10 de março de 1903. Filha de João Francisco de Andrade e de Amélia Carolina de Sousa, foi batizada na igreja matriz daquela freguesia a 24 de março do mesmo ano sendo seus padrinhos seu tio materno Carlos João de Sousa e Nossa Senhora, segundo prática habitual no seio da religião católica em que é possível consagrar uma criança a uma figura do culto católico no momento do batismo ou por falta de um dos padrinhos ou por vontade dos pais. O casal teve outras duas filhas, Maria Pia Sousa Andrade (n. 22.06.1900) e Teresa Rosa Sousa Andrade e Bettencourt Faria (n. 21.10.1907) sendo Lucinda a filha mais velha e, segundo relatos, em São Vicente as três irmãs eram conhecidas quando solteiras como “as meninas Andrade”, sendo que Lucinda Andrade nunca viria a contrair matrimónio,face a um desgosto de amor. Prometeu a si própria não casar depois de seu pai João Francisco de Andrade não ter lhe ter dado a bênção e a ter proibido de voltar a ver o seu amor. Tal destino foi também o de sua irmã Maria Pia sendo que apenas Teresa Rosa quebrou a "promessa das irmãs Andrade" e se casou em idade tardia, já o pai tinha falecido.

## Carreira
Após terminar o ensino básico numa escola particular, rumou à capital madeirense onde completou o sétimo ano do Curso dos Liceus no Liceu Nacional do Funchal e na década de 30, com vista a prosseguir uma carreira no ensino, terá frequentado um curso de Pedagogia em Lisboa no Liceu de Pedro Nunes, segundo uma notícia publicada no Jornal da Madeira aquando da sua morte. Durante o período que esteve em Lisboa, residiu na Rua Fialho de Almeida, no Bairro Azul. Mais tarde, de volta ao Funchal, iniciou a sua carreira docente e em 1943 regressou à freguesia de São Vicente, de onde, exceto em viagem, não voltaria a sair, dedicando-se ao ensino – atividade que exerceria durante toda a sua vida profissional.
Considerada a “mãe” do ensino secundário no concelho de São Vicente, a vida de Lucinda Andrade está intimamente ligada à evolução do ensino nesta localidade, pois até meados da década de 60, em São Vicente, o ensino era ministrado em regime de ensino particular por professores em suas residências, sendo que Lucinda Andrade ensinava já matérias do nível secundário e chegou a preparar na sua residência uma divisão para o efeito, onde em “mesas estreitas e bancos corridos”, ensinava Inglês, Português, Matemática, Desenho e Físico-química sendo a sua área de eleição o Francês, em que era considerada “excelente”, preparando os alunos ditos “auto-propostos” para os exames de 2º e 5º ano do Liceu.
Tendo em conta que os dados estatísticos revelam que na primeira metade do século XX o analfabetismo na RAM ascendia aos 70%, valor que só minguaria para os 33% a partir da década de 60 após a criação do Plano de Educação Popular e da Campanha Nacional de Educação de Adultos em 1952, pode-se associar a crescente alfabetização da população do Norte da ilha da Madeira, e em especial no concelho de São Vicente, à enérgica ação de Lucinda Andrade assumindo esta o papel de grande impulsionadora do ensino neste concelho, que a agraciou por seus méritos em 1983 com a sua Medalha municipal.
Em 1964, aquando da criação do Externato São Vicente, no sítio das Casas Novas, fez parte do corpo docente inicial desta instituição de ensino vocacionada para o ensino do 1º e 2º ciclo do ensino Liceal, com capacidade para 80 alunos de ambos os sexos – algo pouco habitual na época – e que se manteria em regime de ensino particular até 1988, ano em que, por se considerar “ser necessário proceder à criação do Ensino preparatório e Secundário oficial nesta Vila [de São Vicente] (…), foi criada a Escola Preparatória e Secundária de São Vicente; que entrou em funcionamento no ano letivo de 1988-1989”. Ainda no ano de 1988, por deliberação do Conselho de Governo Regional e assente no Ofício – Circular nº 189/4.0.1/88, atribuiu-se à nova entidade escolar a denominação de Escola Preparatória e Secundária Dona Lucinda Andrade, como forma de homenagear a professora que “dedicou toda a sua vida ao ensino, com espírito de abnegação invulgar e extraordinária competência e zelo.”, citando o documento supramencionado. As novas instalações da atual Escola Básica e Secundária Dona Lucinda Andrade foram inauguradas no sítio do Passo no dia 4 de outubro de 1993, em cerimónia que contou com a presença do então Presidente do Governo Regional da Madeira, Alberto João Jardim, do Secretário Regional da Educação, Francisco Santos e Gabriel Drummond, Presidente da Câmara Municipal de São Vicente e em que a própria Lucinda Andrade destapou a placa ostentando o seu nome. A atual escola comemora anualmente o Dia da Escola a 10 de março, data de nascimento de Lucinda Andrade.
Faleceu a 12 de outubro de 2000 na cidade do Funchal, aos 97 anos, vítima de acidente doméstico em sua residência em São Vicente.